# Střední škola propagační tvorby a polygrafie Velké Poříčí
SŠPTP Velké Poříčí je střední škola ve Velkém Poříčí. Škola se nachází mezi vlakovou zastávkou Velké Poříčí a autobusovou zastávkou Velké Poříčí, pošta.

## Historie
Roku 1874 byla v Jindřichově Hradci založena tkalcovská škola, která se roku 1880 přemístila do Náchoda. Roku 1961 při Střední průmyslové škole textilní vzniká Střední odborné učiliště. Roku 1979 je škola z rozhodnutí tehdejších úřadů zrušena. Učiliště bylo přemístěno do areálu bývalé textilky ve Velkém Poříčí. Roku 1994 došlo ke spojení SOU a Střední průmyslové školy (obnovené 1991) pod jednu organizaci s názvem Střední průmyslová škola textilní a Střední odborné učiliště Velké Poříčí. Od roku 1995 se na škole začali studenti vzdělávat v polygrafických oborech a od roku 2002 ve výtvarných oborech.

## Současnost
V současné době škola již nevyučuje žádné textilní předměty. Školu navštěvuje zhruba 400 žáků. Škola se skládá ze tří budov:

### Hlavní budova
V hlavní budově se nachází například tiskárna, tělocvična, posilovna, výtvarná dílna, sekretariát a většina učeben.

### Druhá budova
V takzvané druhé budově se nachází kadeřnický salón, učebny ICT, aranžovny, a zbytek učebny.

### Domov mládeže
Domov mládeže se nachází v ulici Pod lesem. Je v něm umístěna i jídelna, výtvarné ateliéry, nebo například přednáškový sál.